# Збляны (Лидский район)
Збляны (бел. Збляны) — деревня в Беларуси, в составе Белицкого сельсовета Лидского района Гродненской области. Население 68 человек (2009).

## География
Деревня расположена в 6 км к юго-западу от центра сельсовета, агрогородка Белица и в 32 км к югу от города Лида. Деревня соединена с окрестными населёнными пунктами местными дорогами. По южной окраине деревни протекает река Неман.

## История
Первое письменное упоминание о Зблянах относится к 1492 году, оно находится в книге денежных раздач короля Казимира IV: «… онюшку Станьцу рубль денег с вин у Острино у Миклаша Будковича, а другой рубль в Зблянах у Сестренца». Из этой записи следует, что Збляны были великокняжеским двором и находились в держании у некоего Сестренца. В первой половине XVI века Збляны продолжали оставаться великокняжеским двором, а в 1557 году имение перешло Радзивиллам.
Перед русско-польской войной 1654—1667 годов в деревне было 62 двора, корчма и грекокатолическая (униатская) церковь. Людовика Каролина Радзивилл во второй половине XVII века построила в Зблянах православную церковь.
В результате третьего раздела Речи Посполитой (1795) Збляны оказались в составе Российской империи. В XIX веке имение принадлежало сначала Радзивиллам, потом после смерти Стефании Радзивилл, вместе с огромными владениями на территории современных Литвы и Белоруссии, перешло к её мужу Л. П. Витгенштейну. После ликвидации униатских приходов в 30-х годах XIX века униатская церковь в Зблянах была также передана православным. В 1900 году была построена новая, сохранившаяся до нашего времени Покровская православная церковь. В начале XX века в Зблянах жило 463 жителя, функционировали церковно-приходская школа и народное училище. В Первую мировую войну в 1915 году село занимали немецкие войска, в 1919—1920 годах большевики и польское войско.
Согласно Рижскому мирному договору (1921) Збляны оказались в составе межвоенной Польской Республики, где вошли в состав Лидского повета Новогрудского воеводства. В 1921 году здесь было 377 жителей.
В 1939 году Збляны вошли в БССР. В 1971 году насчитывалось 119 дворов, 385 жителей, в 1996 — 97 дворов, 214 жителей.

## Достопримечательности
- Стоянка-1, Стоянка-2, поселение, 10–7-е тыс. до н.э. —  Историко-культурная ценность Республики Беларусь, шифр 413В000356

В 0,5 км к северо-востоку от деревни, на краю правобережной террасы Немана находится стоянка каменного века размерами 800 х 70-80 м. Найдены наконечники стрел, скребки, резцы, разнообразные режущие и секущие орудия. Часть находок относится к Свидерской культуре, датируется концом палеолита и мезолита (10 — 7 тыс. до н. э.). 
Вторая стоянка расположена в 0,6 км к северо-востоку от деревни, в 0,1 км от первой стоянки. Её длина вдоль берега Немана 500 м, ширина до 70 м. Найдены материалы позднепалеолитического и мезолитического времен.  
В окрестностях деревни имеются два поселения: одно — непосредственно возле деревни, на высоком берегу Немана, где в течение 100-200 м прослеживается культурный слой, второе-за 0,5 км ниже по течению реки. Датируются второй половиной I тыс. н. э. и XI-XIV вв. 
Возле деревни в конце XIX в. были 3 камня с вырубленными изображениями крестов.
- Православная церковь Покрова Богородицы, начало XX века —  Историко-культурная ценность Республики Беларусь, шифр 413Г000355

## Галерея

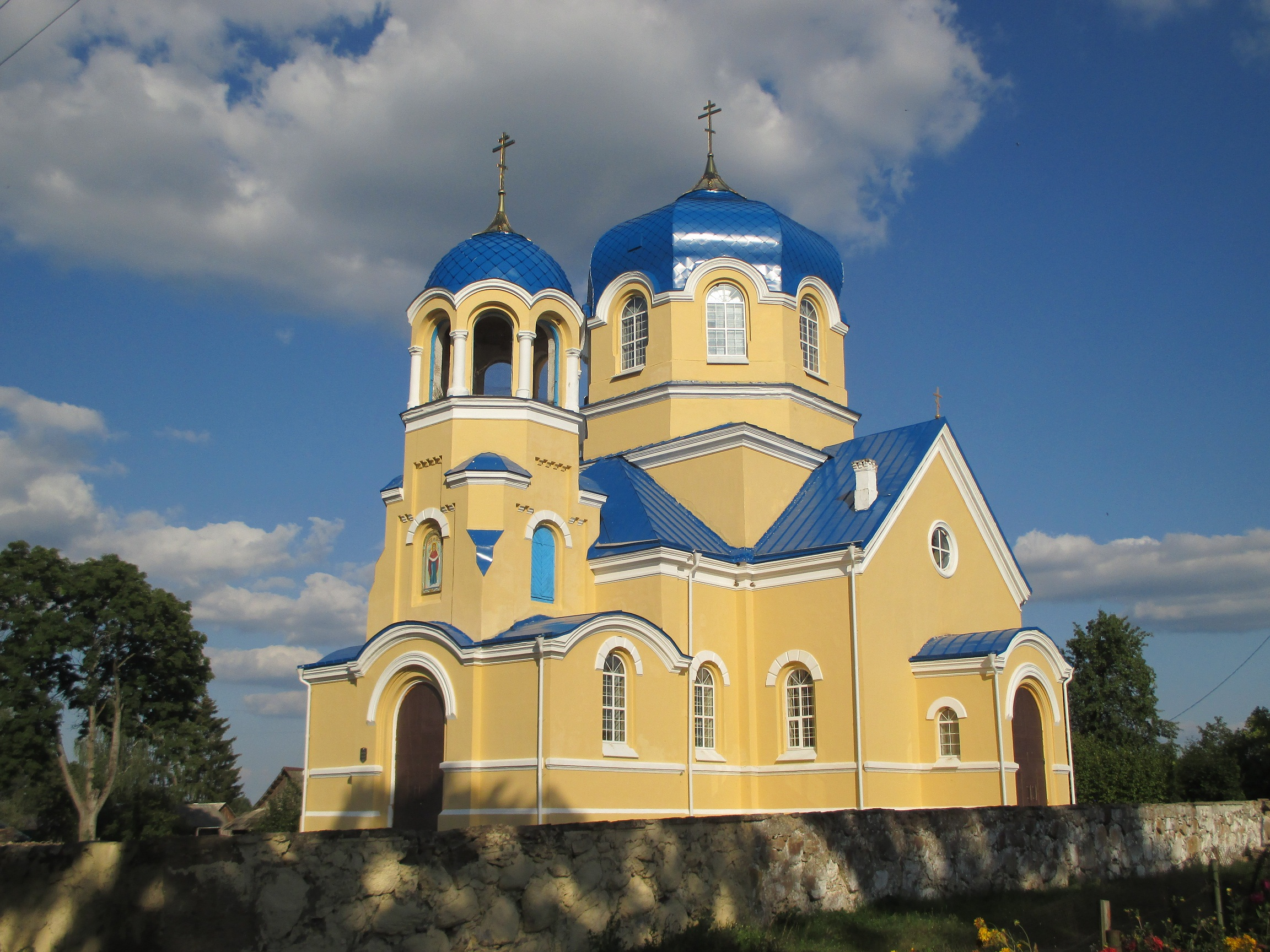
Свято-Покровская церковь